# Европско првенство у атлетици у дворани 1974 — бацање кугле за мушкарце
Такмичење у бацању кугле у мушкој конкуренцији на 5. Европском првенству у атлетици у дворани 1974. одржано је 10. марта 1974. године у дворани Скандинавијум у Гетеборгу, (Шведска).
Титулу европског првака освојену на Европском првенству у дворани 1973. у Ротердамуу бранио је Јарослав Брабец из Чехословачке.

## Земље учеснице
Учествовало је 11 атлетичара из 8 земаља.
1. Бугарска (2)
2. Данска (1)
3. Чехословачка (2)
4. Уједињено Краљевство (2)
5. Источна Немачка (1)
6. Совјетски Савез (1)
7. Шведска (1)
8. Западна Немачка (1)

## Рекорди
| Рекорди пре почетка Европског првенства у дворани 1974.     | Рекорди пре почетка Европског првенства у дворани 1974. | Рекорди пре почетка Европског првенства у дворани 1974. | Рекорди пре почетка Европског првенства у дворани 1974. | Рекорди пре почетка Европског првенства у дворани 1974. | Рекорди пре почетка Европског првенства у дворани 1974. |                    |
| ----------------------------------------------------------- | ------------------------------------------------------- | ------------------------------------------------------- | ------------------------------------------------------- | ------------------------------------------------------- | ------------------------------------------------------- | ------------------ |
| Светски рекорд\| Светски рекорд                             | Џорџ Вуд                                                | САД                                                     | 22,02                                                   | Инглвуд, САД                                            | 9. фебруар 1974.                                        |                    |
| Европски рекорд у дворани                                   | Хартмут Бризеник                                        | Уједињено Краљевство                                    | 20,67                                                   | Гренобл Француска                                       | 12. март 1972.                                          |                    |
| Рекорди европских првенстава                                | Хартмут Бризеник                                        | Уједињено Краљевство                                    |                                                         |                                                         |                                                         |                    |
| Најбољи светски резултат сезоне у дворани                   | Џорџ Вуд                                                | САД                                                     | 22,02                                                   | Инглвуд, САД                                            | 9. фебруар 1974.                                        |                    |
| Најбољи европски резултат сезоне у дворани                  | Резултат непознат.                                      | Резултат непознат.                                      | Резултат непознат.                                      | Резултат непознат.                                      | Резултат непознат.                                      | Резултат непознат. |
| Рекорди после завршеног Европског првенства у дворани 1974. |                                                         |                                                         |                                                         |                                                         |                                                         |                    |
| Европски рекорд у дворани                                   | Џефри Кејпс                                             | Уједињено Краљевство                                    | 20,95                                                   | Гетеборг Шведска                                        | 10. март 1974.                                          |                    |
| Рекорди европских првенстава                                | Џефри Кејпс                                             | Уједињено Краљевство                                    | 20,95                                                   | Гетеборг Шведска                                        | 10. март 1974.                                          |                    |

## Освајачи медаља
|                                  |                                        |                              |
| Џефри Кејпс Уједињено Краљевство | Хајнц-Јоахим Ротенбург Источна Немачка | Јарослав Брабец Чехословачка |

## Резултати

### Финале
| Пласман | Атлетичарка            | Земља                | Резултат | Белешка |
| ------- | ---------------------- | -------------------- | -------- | ------- |
|         | Џефри Кејпс            | Уједињено Краљевство | 20,95    | ЕРд     |
|         | Хајнц-Јоахим Ротенбург | Источна Немачка      | 20,87    | НРд     |
|         | Јарослав Брабец        | Чехословачка         | 19,87    |         |
| 4.      | Валчо Стојев           | Бугарска             | 19,85    | ЛРСд    |
| 5.      | Анатолиј Јарош         | Совјетски Савез      | 19,69    |         |
| 6.      | Јаромир Влк            | Чехословачка         | 19,65    |         |
| 7.      | Мајкл Винч             | Уједињено Краљевство | 19,26    |         |
| 8.      | Фердинанд Шладен       | Западна Немачка      | 19,05    | ЛР      |
| 9.      | Мајкл Винч             | Уједињено Краљевство | 18,52    |         |
| 10.     | Николај Христов        | Бугарска             | 18,25    | ЛР      |
| 11.     | Ханс Алмстрем          | Шведска              | 17,94    | ЛРд     |

## Укупни биланс медаља у троскоку за мушкарце после 5. Европског првенства у дворани 1970—1974.
|    | Земља                |   |   |   |    |
| -- | -------------------- | - | - | - | -- |
| 1. | Источна Немачка      | 3 | 3 | 0 | 6  |
| 2. | Чехословачка         | 1 | 0 | 3 | 4  |
| 3. | Уједињено Краљевство | 1 | 0 | 0 | 1  |
| 4, | Пољска               | 0 | 1 | 0 | 1  |
| 4, | Совјетски Савез      | 0 | 1 | 0 | 1  |
| 6. | Француска            | 0 | 0 | 1 | 1  |
| 6. | Шведска              | 0 | 0 | 1 | 1  |
|    | Укупно {7}           | 5 | 5 | 5 | 15 |

|    | Атлетичар              | Земља           |   |   |   |   |
| -- | ---------------------- | --------------- | - | - | - | - |
| 1. | Хартмут Бризеник       | Источна Немачка | 3 | 0 | 0 | 3 |
| 2. | Јарослав Брабец        | Чехословачка    | 1 | 0 | 2 | 3 |
| 3. | Хајнц-Јоахим Ротенбург | Источна Немачка | 0 | 2 | 0 | 2 |